# Michael Welch
Michael Alan Welch (Los Angeles, 25 luglio 1987) è un attore statunitense.

## Biografia
Welch è figlio di padre protestante e madre ebrea. È convolato a nozze nel 2008 con l'attrice Marissa Lefton da cui si è separato nel 2011 e poi in modo congiunto presentato da istanza di divorzio nel 2013.

## Carriera
Ha recitato in molte serie televisive, tra le più importanti le quali Settimo cielo, X-Files, Malcolm, Giudice Amy, Joan of Arcadia, Senza traccia, Cold Case - Delitti irrisolti, Crossing Jordan, The Riches e Z Nation. Welch ha fatto un provino per il ruolo di Edward Cullen nella saga di film Twilight, tuttavia dopo è stato scelto per interpretare il ruolo secondario di Mike Newton mentre l'altro ruolo è andato a Robert Pattinson. Per la sua carriera come giovane attore Welch ha ottenuto alcuni prestigiosi riconoscimenti: ha conseguito 2 vittorie per quanto riguarda gli Young Artist Awards, grazie ai ruoli nel film del 1998 Star Trek - L'insurrezione e la serie televisiva Joan of Arcadia.

## Filmografia

### Cinema
- Star Trek - L'insurrezione (Star Trek: Insurrection), regia di Jonathan Frakes (1998)
- Straight Right, regia di P. David Ebersole (2000)
- Guardo, ci penso e nasco (Delivering Milo), regia di Nick Castle (2001)
- The Angel Doll, regia di Alexander Johnston (2002)
- Il delitto Fitzgerald (The United States of Leland), regia di Matthew Ryan Hoge (2003)
- All the Boys Love Mandy Lane, regia di Jonathan Levine (2006)
- An American Crime, regia di Tommy O'Haver (2007)
- Choose Connor, regia di Lucas Elliot Eberl (2007)
- The Beautiful Ordinary (Remember the Daze), regia di Jess Manafort (2007)
- American Son, regia di Neil Abramson (2008)
- Day of the Dead, regia di Steve Miner (2008) Uscito in home video
- The Coverup, regia di Brian Jun (2008)
- Twilight, regia di Catherine Hardwicke  (2008)
- My Suicide, regia di David Lee Miller (2008)
- The Grind, regia di John Millea (2008)
- Lost Dream, regia di Asif Ahmed (2008)
- The Twilight Saga: New Moon, regia di Chris Weitz (2009)
- The Twilight Saga: Eclipse, regia di David Slade (2010)
- Unrequited, regia di Jeffrey Day e Jason Epperson (2010)
- Born Bad, regia di Jared Cohn (2011) Uscito in home video
- The Twilight Saga: Breaking Dawn - Parte 1 (The Twilight Saga: Breaking Dawn - Part 1), regia di Bill Condon (2011)
- The Twilight Saga: Breaking Dawn - Parte 2 (The Twilight Saga: Breaking Dawn - Part 2), regia di Bill Condon (2011) Solo accreditato
- Hansel e Gretel e la strega della foresta nera (Hansel & Gretel Get Baked), regia di Duane Journey (2013)
- Zeta virus (The Demented ), regia di Christopher Roosevelt (2013)
- Grace Unplugged, regia di Brad J. Silverman (2013)
- Boys of Abu Ghraib, regia di Luke Moran (2014)
- Boy Meets Girl, regia di Eric Schaeffer (2014)
- The Last Survivors, regia di Tom Hammock (2014)
- Rough Hustle, regia di Delaney Dragon (2014)
- The Perceivers, regia di Kyle Smithers - cortometraggio (2015)
- A Haunting in Cawdor, regia di Phil Wurtzel (2015)
- Chasing Eagle Rock, regia di Erick Avari (2015)
- Un killer tra noi (A Killer Walks Amongst Us), regia di Michael Feifer (2016)
- Karkutong, regia di Zoe Dahmen - cortometraggio (2016)
- M.F.A., regia di Natalia Leite (2017)
- Asomatous, regia di Harvey Lowry (2017)
- The Grounds, regia di Peter O'Melia (2017)
- I'll Be Watching, regia di Jodi Binstock (2018)
- Before Someone Gets Hurt, regia di Shane Barbanel (2018)
- The Final Wish, regia di Timothy Woodward Jr. (2018)
- Blood Craft, regia di James Cullen Bressack (2019)
- Heatstroke, regia di Edgar Morais - cortometraggio (2019)
- Soldier's Heart, regia di Michael Feifer (2020)
- A Christmas Hero, regia di Phil Wurtzel (2020)
- After Masks, regia di vari registi (2021)
- Shadow of Privilege, regia di Asif Ahmed (2021)
- The Disappearance of Mrs. Wu, regia di Anna Chi (2021)
- L'ultima sparatoria (Last Shoot Out), regia di Michael Feifer (2021)
- Bomb Squad (Hot Seat), regia di James Cullen Bressack (2022)

### Televisione
- Frasier – serie TV, 1 episodio (1998)
- L'atelier di Veronica (Veronica's Closet) – serie TV, 1 episodio (1998)
- Chicago Hope – serie TV, 1 episodio (1998)
- Due ragazzi e una ragazza (Two Guys, a Girl and a Pizza Place) – serie TV, 3 episodi (1998-1999)
- Settimo cielo (7th Heaven) – serie TV, 1 episodio (1999)
- Walker Texas Ranger – serie TV, 1 episodio (1999)
- The Norm Show – serie TV, 1 episodio (1999)
- Jesse – serie TV, 3 episodi (1999)
- Ladies Man – serie TV, 1 episodio (2000)
- Shasta McNasty – serie TV, 1 episodio (2000)
- Jarod il camaleonte (The Pretender) – serie TV, 1 episodio (2000)
- American Adventure, regia di Troy Miller - cortometraggio TV (2000)
- Lo scapolo del mese (Personally Yours), regia di Jeffrey Reiner – film TV (2000)
- The Drew Carey Show – serie TV, 1 episodio (2000)
- X-Files (The X-Files) – serie TV, 1 episodio (2001)
- Malcolm (Malcolm in the Middle) – serie TV, 1 episodio (2001)
- The Ballad of Lucy Whipple, regia di Jeremy Kagan – film TV (2001)
- Invisible Man (The Invisible Man) – serie TV, 1 episodio (2001)
- Il tocco di un angelo (Touched by an Angel) – serie TV, 1 episodio (2001)
- The District – serie TV, episodio 2x06 (2001)
- Giudice Amy (Judging Amy) – serie TV, 1 episodio (2001)
- Birds of Prey – serie TV, 1 episodio (2002)
- CSI - Scena del crimine (CSI: Crime Scene Investigation) – serie TV, 2 episodi (2002-2009)
- Stargate SG-1 – serie TV, 1 episodio (2003)
- Joan of Arcadia – serie TV, 45 episodi (2003-2005)
- Senza traccia (Without a Trace) – serie TV, 1 episodio (2005)
- Squadra Med - Il coraggio delle donne (Strong Medicine) – serie TV, 1 episodio (2005)
- Cold Case - Delitti irrisolti (Cold Case) – serie TV, episodio 3x08 (2005)
- NCIS - Unità anticrimine (NCIS) – serie TV, 1 episodio (2006)
- Crossing Jordan – serie TV, 1 episodio (2006)
- Law & Order - Unità vittime speciali (Law & Order: Special Victims Unit) – serie TV, 1 episodio (2007)
- Numb3rs – serie TV, 1 episodio (2007)
- CSI: Miami – serie TV, 1 episodio (2007)
- The Riches – serie TV, 4 episodi (2008)
- Criminal Minds – serie TV, 1 episodio (2010)
- Bones – serie TV, 1 episodio (2011)
- CSI: NY – serie TV, 1 episodio (2012)
- Grimm – serie TV, 1 episodio (2013)
- Z Nation – serie TV, 13 episodi (2014-2015)
- Scandal – serie TV, 1 episodio (2015)
- NCIS: New Orleans – serie TV, 1 episodio (2015)
- Lucifer – serie TV, 1 episodio (2016)
- The Catch – serie TV, 1 episodio (2016)
- Another Period – serie TV, 1 episodio (2016)
- Il ragazzo della porta accanto (The Bachelor Next Door), regia di Michael Feifer – film TV (2017)
- Aria di primavera (Home by Spring), regia di Dwight H. Little – film TV (2018)
- Ti proteggerò (Agent of Deceit), regia di Michael Feifer – film TV (2019)
- Station 19 - serie TV, 1 episodio (2019)
- Morire e poi ancora (Erasing His Past), regia di Jared Cohn (2019)

## Doppiatori italiani
Nelle versioni in italiano delle opere in cui ha recitato, Michael Welch è stato doppiato da:
- Flavio Aquilone in Joan of Arcadia, NCIS - Unità anticrimine, Law & Order - Unità vittime speciali, The Catch, Station 19
- Davide Perino in Twilight, The Twilight Saga: New Moon, Criminal Minds, The Twilight Saga: Eclipse, The Twilight Saga: Breaking Dawn - Parte 1
- Leonardo Graziano ne Il tocco di un angelo, CSI: Miami
- Alessio Puccio in Star Trek - L'insurrezione, Frasier
- Germana Savo in Malcolm
- Daniele Raffaeli in Cold Case - Delitti irrisolti
- Giuliano Bonetto in CSI - Scena del crimine
- Lorenzo De Angelis in CSI: NY
- Marco Vivio in Hansel e Gretel e la strega della foresta nera
- Federico Di Pofi in Z Nation
- Federico Zanandrea in Scandal
- Ezio Conenna in Lucifer
- Francesco Mei in Morire e poi ancora
- Mirko Mazzanti in NCIS: New Orleans

Da doppiatore è stato sostituito da:
- Leonardo La Penna ne Il bianco Natale di Topolino